# Iris Ebling
Iris Ebling (* 9. Mai 1940 in Berlin) ist eine deutsche Juristin und Richterin. Sie war von 1999 bis 2005 als erste Frau Präsidentin des Bundesfinanzhofs (BFH).

## Berufliche Karriere

### Ausbildung und erste juristische Stationen
Ebling wuchs in Oberbayern auf. Sie studierte Rechtswissenschaft an der Ludwig-Maximilians-Universität München. Die erste juristische Staatsprüfung legte sie 1962 ab, die zweite 1966. 1967 wurde Ebling von der juristischen Fakultät der Universität Mainz mit einer Arbeit über Der Sanierungsgewinn im Steuerrecht promoviert.
1966 war sie in die bayerische Finanzverwaltung eingetreten, wo sie am Finanzamt München-Land tätig war. 1970 wurde sie wissenschaftliche Mitarbeiterin am Bundesfinanzhof. 1974 übernahm sie am Finanzgericht München das Richteramt.

### Richterin am Bundesfinanzhof
1984 wurde Ebling vom Richterwahlausschuss des Deutschen Bundestages zur Richterin am Bundesfinanzhof gewählt. Dort lag ihr Arbeitsschwerpunkt im Bereich des Einkommensteuerrechts: Zunächst gehörte sie dem IX. Senat an, dem als Schwerpunkt die Revisionen über Rechtsstreitigkeiten aus dem Gebiet der Besteuerung der Einkünfte aus Vermietung und Verpachtung zugewiesen sind; 1990 wechselte sie zu dem damals neu errichteten XI. Zivilsenat, der sich im Wesentlichen mit der ertragssteuerrechtlichen Behandlung von Freiberuflern und Gewerbetreibenden befasst. Diesem Senat gehörte Ebling ab 1998 als Vorsitzende bis zum Eintritt in den Ruhestand 2006 an. Im November 1999 geriet dieser Senat in die Schlagzeilen, weil er den vom Bundesverfassungsgericht aufgestellten Halbteilungsgrundsatz, dass niemand wesentlich mehr als die Hälfte seiner Erträge an den Fiskus abführen muss, für die Einkommensteuer für nicht verbindlich erklärte.
Über ihr Richteramt hinaus war sie acht Jahre im Personalvertretungsorgan des Richterrats des BFH tätig, davon vier Jahre als Vorsitzende. Seit 1996 war sie Mitglied im Großen Senat und jahrelang auch Mitglied des Präsidiums.

### Präsidentin des Bundesfinanzhofs
Am 5. November 1999 wurde Ebling als erste Frau zur Präsidentin eines der obersten Gerichtshöfe des Bundes ernannt. Sie löste Klaus Offerhaus ab, der in den Ruhestand verabschiedet wurde. 
Die parteilose Iris Ebling machte selten in der Öffentlichkeit von sich reden. Deutlich aber übte Deutschlands höchste Steuerrichterin Kritik daran, dass der Finanzminister viele Urteile ihres Gerichts ignorierte oder erst mit erheblicher Verzögerung weitergab. Ebling monierte, dass derartige Urteile vom Finanzminister verspätet im Bundessteuerblatt veröffentlicht wurden. Da Finanzbeamte erst nach dieser Veröffentlichung tätig werden durften, liefen diese Urteile für längere Zeit ins Leere. Zu anderen Urteilen hatte das Finanzministerium schlicht sogenannte Nichtanwendungserlasse veröffentlicht. Das Ministerium habe das damit begründet, dass Bundes- und Länderminister Zeit brauchten, um sich abzustimmen. Ebeling forderte von der Politik, den Bürgern erweiterte Klagemöglichkeiten vor dem BFH zu geben.
Ende Mai 2005 wurde sie mit einem Festakt in der Münchner Residenz in den Ruhestand verabschiedet. Nachfolger als Präsident des Bundesfinanzhofes wurde der Vizepräsident Wolfgang Spindler.

### Engagement
Ebeling war Mitglied des Vorstandes der Deutschen Steuerjuristischen Gesellschaft, der Deutschen Vereinigung für internationales Steuerrecht, des Deutschen Finanzgerichtstags, der Münchener Juristischen Gesellschaft und Mitglied des Kuratoriums des Max-Planck-Instituts für Steuerrecht und Öffentliche Finanzen.
Ebeling konnte am Bundesfinanzhof auch ihr künstlerisches Interesse umsetzen: sie sorgte dafür, dass zahlreiche Kunstwerke angeschafft oder als Leihgaben des Bundes im Gebäude aufgehängt wurden.

### Privates
Ebling ist mit dem Finanzrichter Klaus Ebling verheiratet. Angesichts des Karrieresprungs seiner Frau wurde Klaus Ebling 1999 als BFH-Vizepräsident in den Vorruhestand verabschiedet.

## Auszeichnung
- 2005: Bayerischer Verdienstorden

## Publikationen
- Im Auftrag der Deutschen Steuerjuristischen Gesellschaft e.V. von Iris Ebling (Hrsg.): Besteuerung von Einkommen. Konferenzschrift. O. Schmidt, Köln 2001, ISBN 978-3-504-62024-0.